# Tuğçe Karabacak
Tuğçe Karabacak (* 9. Februar 1987 in Isparta) ist eine türkische Schauspielerin.

## Biografie
Tuğçe Karabacak wurde am 9. Februar 1987 in Isparta geboren. Sie studierte an der Marmara-Universität. Ihr Debüt gab sie 2012 in der Fernsehserie Uçurum. Im selben Jahr spielte sie in Çiplak Gerçek mit. Anschließend war sie 2014 in Kurt Seyit ve Sura zu sehen. 2015 trat sie in dem Film Hayalet Dayı auf. Unter anderem bekam Karabacak in Şehrin Melekleri eine Nebenrolle.
2018 wurde sie für den Film Kaç Kaçabilirsen gecastet. Von 2017 bis 2018 setzte sie ihre Karriere in Bahtiyar Ölmez fort. Außerdem spielte Karabacak 2021 in der Serie 50 m² die Hauptrolle. 2022 bekam sie eine Rolle in der Serie Hayaller Ve Hayatlar.

## Filmografie (Auswahl)
Filme
- 2013: Aşk Kırmızı
- 2015: Hayalet Dayı
- 2017: The Letter Box
- 2018: Kaç Kaçabilirsen
- 2021: Kilit

Serien
- 2012: Uçurum
- 2012: Çiplak Gerçek
- 2014: Kurt Seyit ve Sura
- 2016: Aşk Laftan Anlamaz
- 2017–2018: Bahtiyar Ölmez
- 2018: Koca Koca Yalanlar
- 2021: 50 m²
- 2022: Hayaller Ve Hayatlar